# Tejada (Burgos)
Tejada es un municipio y villa española en el partido judicial de Lerma, comarca del Arlanza, provincia de Burgos, comunidad autónoma de Castilla y León.

## Geografía
Dista 60,6 km de la capital, junto a Ciruelos de Cervera y Quintanilla del Coco.
En la Sierra de Peña Tejada (pico Valdosa, 1412 m de altitud), Espacio Natural de Sabinares del Arlanza.

### Núcleos de población
Municipio con una sola entidad de población. Forma parte de la Mancomunidad de La Yecla, con sede en Santa María del Mercadillo.

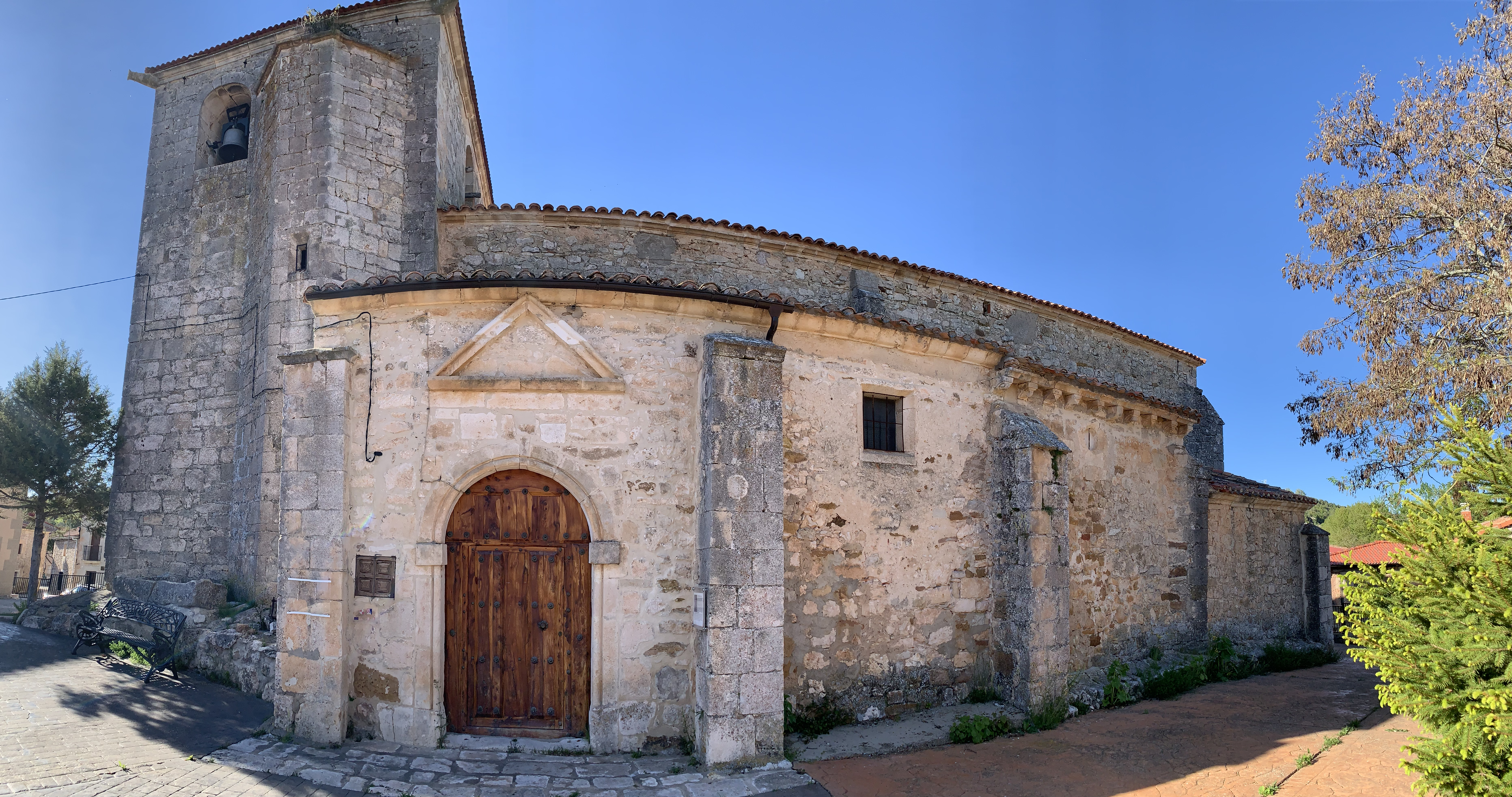
Iglesia de San Miguel Arcángel

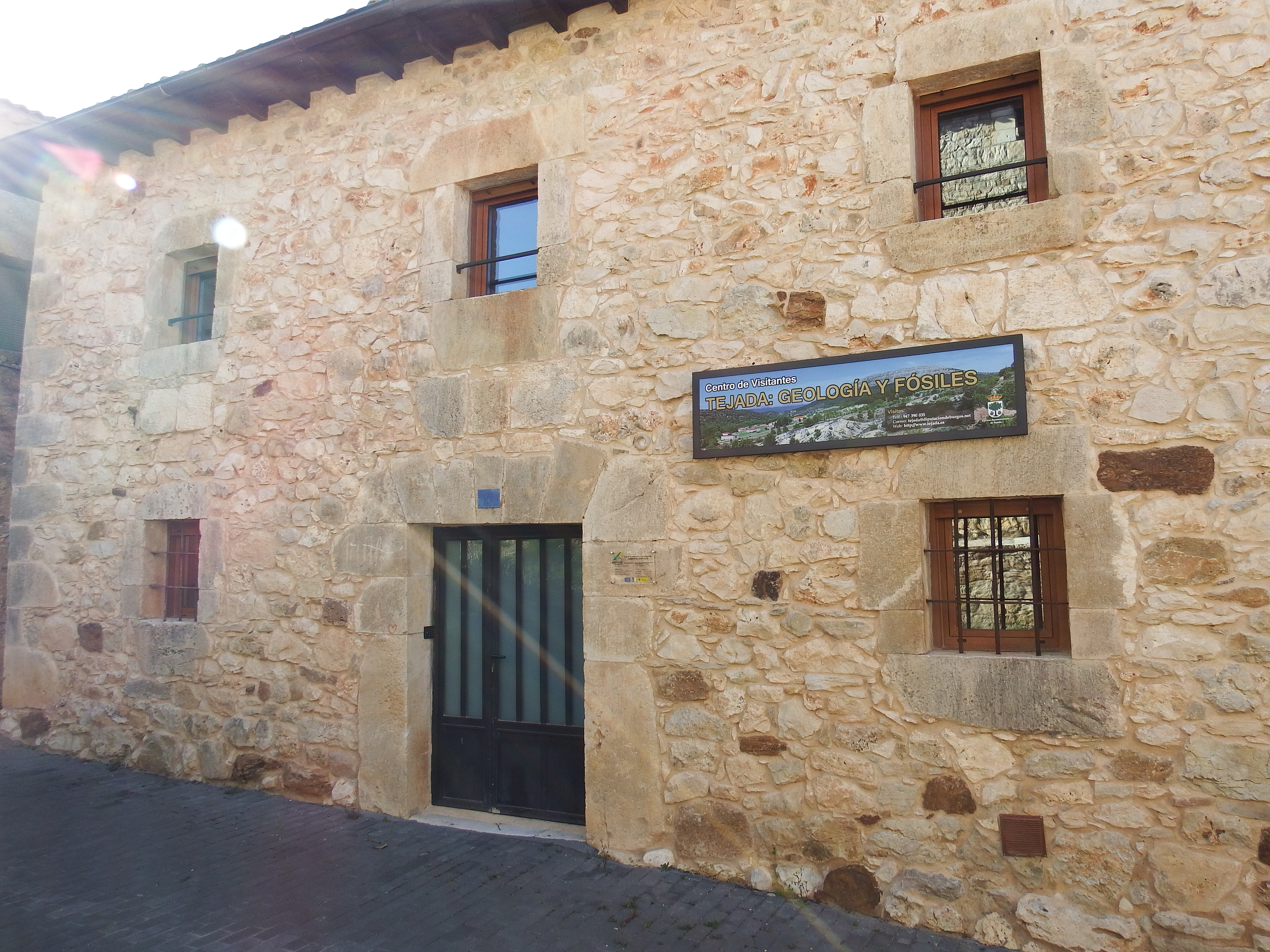
Centro de visitantes

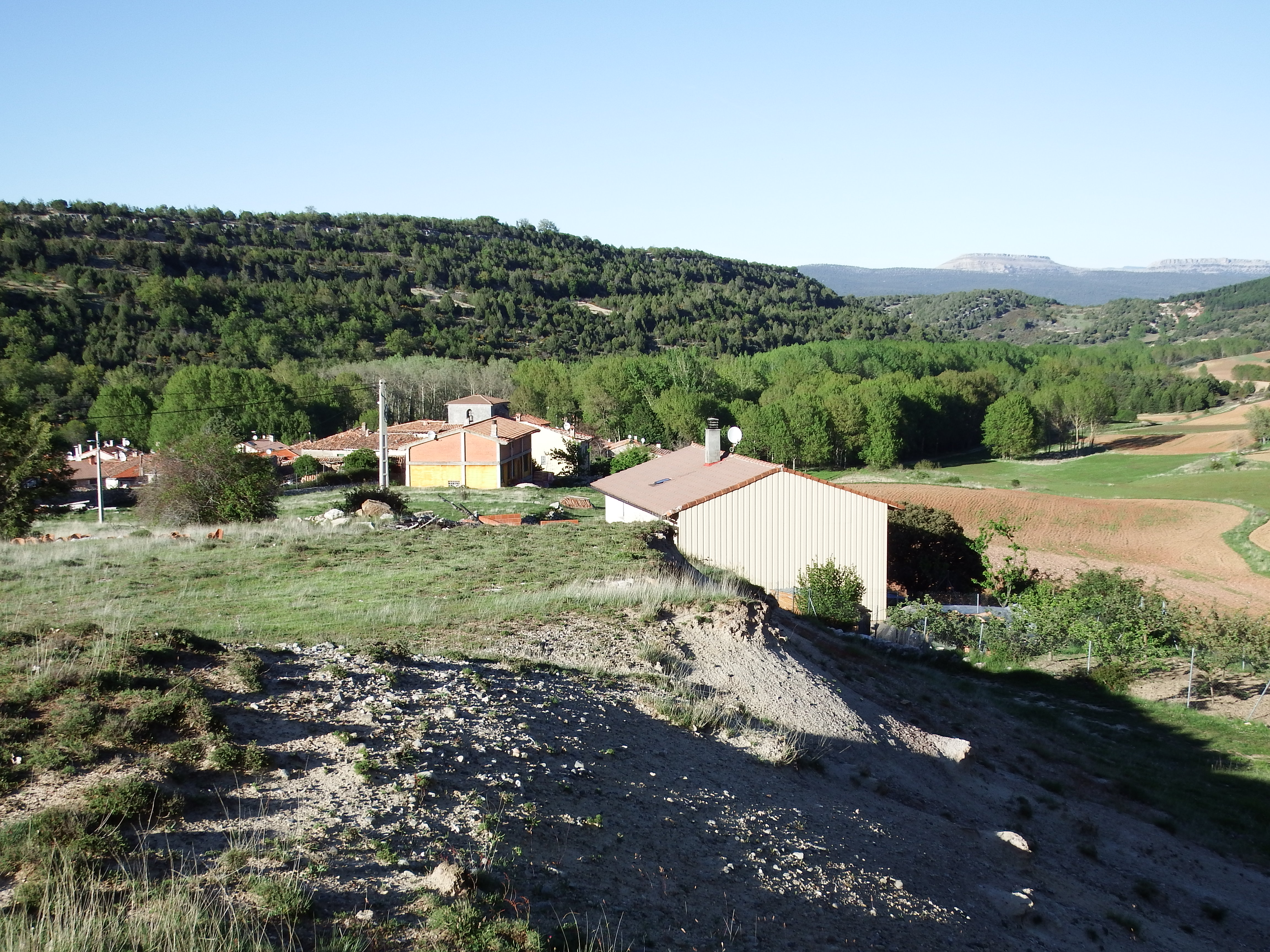
Tejada

## Demografía
Tejada cuenta con una población de 35 habitantes (INE 2024).
| Gráfica de evolución demográfica de Tejada entre 1842 y 2021                                                        |
| |
| Población de derecho según los censos de población del INE Población de hecho según los censos de población del INE |

## Administración y política
| Periodo   | Nombre                   | Partido |
| --------- | ------------------------ | ------- |
| 2011-2015 | Jorge Luis Páramo Martín | PP      |
| 2015-2019 | Jorge Luis Páramo Martín | PP      |

### Evolución de la deuda viva
El concepto de deuda viva contempla solo las deudas con cajas y bancos relativas a créditos financieros, valores de renta fija y préstamos o créditos transferidos a terceros, excluyéndose, por tanto, la deuda comercial.
| Gráfica de evolución de la deuda viva del ayuntamiento entre 2008 y 2014                             |
| |
| Deuda viva del ayuntamiento en miles de Euros según datos del Ministerio de Hacienda y Ad. Públicas. |

La deuda viva municipal por habitante en 2014 ascendía a 0 €.

## Patrimonio
- Iglesia parroquial San Miguel Arcángel.
- Museo de geología y paleontología.